# لينون ميرفي
لينون ميرفي (بالإنجليزية: Lennon Murphy)‏ هي مغنية ومغنية مؤلفة وملحنة أمريكية، ولدت في 31 مارس 1982 في رونكونكوما في الولايات المتحدة.

## وصلات خارجية
- الموقع الرسمي
- لينون ميرفي على موقع IMDb (الإنجليزية)
- لينون ميرفي على موقع ميوزك برينز (الإنجليزية)
- لينون ميرفي على موقع ديسكوغز (الإنجليزية)